# Siedlisko (biologia)

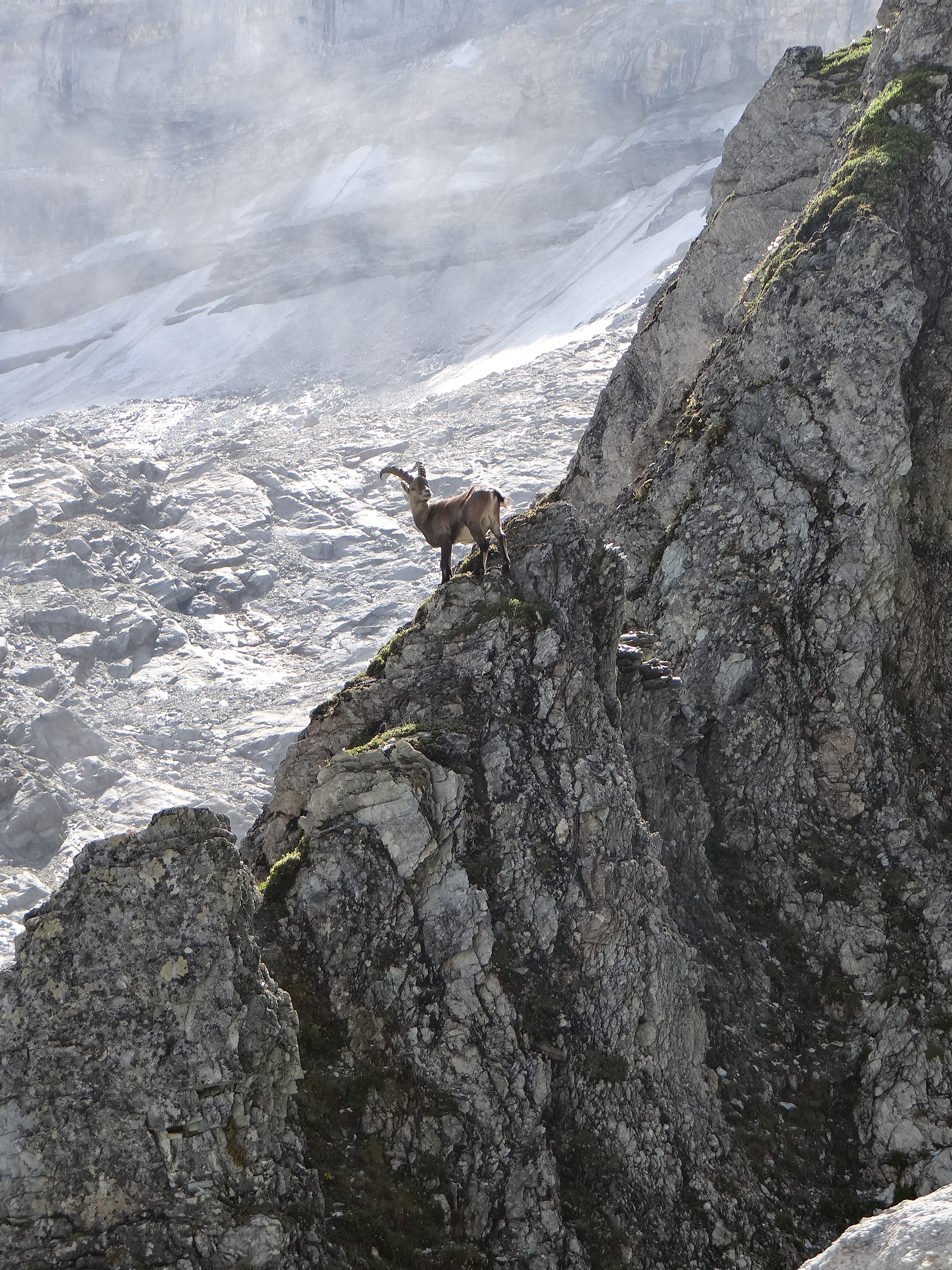
Koziorożec w Parc national de la Vanoise

Siedlisko – zespół czynników abiotycznych (klimatyczno-glebowych), niezależnych od biocenozy, które panują w określonym miejscu, działających na rozwój poszczególnych organizmów, ich populacje lub całą biocenozę. Siedlisko określa warunki istnienia zajmujących je typów zbiorowisk roślinnych i związanych z nimi zgrupowań zwierzęcych. Siedlisko danego gatunku to przestrzeń, w której ten gatunek występuje.
W szerokim rozumieniu równoważnym terminem jest habitat (od łac. habitatus „zamieszkały”).
Wśród siedlisk wyróżnia się:
- siedliska naturalne, czyli pierwotne – siedliska nie zmienione wskutek działalności człowieka,
- siedliska synantropijne, które powstały w wyniku działalności człowieka. Należą do nich m.in.:
  - siedliska ruderalne,
  - siedliska segetalne,
  - siedliska półnaturalne[3].